# Чуртах
Чуртах — село в Лакском районе Дагестана. Входит в состав сельского поселения «Сельсовет «Кулушацский»».

## География
Расположено на реке Казикумухское Койсу (бассейн реки Каракойсу), в 10 км к югу от села Кумух.

## История
- Центр сельского общества (в XIX веке).
- Центр с/с (в 1926—1928 и в 1937—1939).
- Часть жителей переселена в 1939 году на хутор Евгениевка Хасавюртовского района, в 1944 году в село Алты-Мирза-юрт (ныне Новочуртах) Новолакского района.

## Население
| 1895 | 1926 | 1939 | 1970 | 1989 | 2002 | 2010 |
| ---- | ---- | ---- | ---- | ---- | ---- | ---- |
| 683  | ↘571 | ↗720 | ↘384 | ↘178 | ↗192 | ↘167 |
| 2021 |      |      |      |      |      |      |
| ↗214 |      |      |      |      |      |      |

## Хозяйство
- Бригада колхоза имени Калинина.

## Образование
Чуртахская основная общеобразовательная школа

## Достопримечательности
В 1 км к северо-востоку от села находится могильник.

## Известные жители
- Джафарова Бавер (1920—1978) — первая летчица Дагестана[9].
- Хасаев Ахмед Ш. (род. в 1932) — доктор медицинских наук, профессор, академик НАНД, академик международной академии, народный врач Дагестана. Имеет звание «Отличник здравоохранения РД», «Заслуженный врач РД», «Заслуженный деятель науки РД»[10].